# Neeskens Kebano
Neeskens Kebano (Montereau-Fault-Yonne, 10 maart 1992) is een Congolees-Franse voetballer die doorgaans als aanvallende middenvelder speelt.

## Biografie

### Jeugd
Neeskens Kebano werd vernoemd naar de Nederlandse voetballer Johan Neeskens waar zijn vader een groot fan van was. Wanneer Kebano veertien jaar oud is, neemt hij deel aan de toelatingstesten van het voetbalinstituut INF Clairefontaine. Hier wordt hij ontdekt door Pierre Reynaud, scout namens Paris Saint-Germain, die hem in 2006 uiteindelijk heeft weten te overhalen naar de voetbalacademie van de Franse topclub. Hij is tevens Frans jeugdinternational.

### Paris SG
Kebano maakte in het seizoen 2010/11 zijn debuut voor de hoofdmacht van PSG onder leiding van Antoine Kombouaré. In 2011 werd Paris Saint-Germain gekocht door Qatar Sports Investments, waardoor de hoofdstedelingen plotseling over veel geld beschikten. De Qatarese geldschieters pompten vele miljoenen in de selectie en haalden de allergrootste vedetten naar Parijs, met als gevolg dat Kebano tijdens het seizoen 2011/12 niet veel aan speeltijd toe zou komen in de hoofdmacht.
Kebano heeft in augustus 2012 van hoofdtrainer Carlo Ancelotti te horen gekregen dat hij bij PSG tijdens het seizoen 2012/13 niet op veel speeltijd kon rekenen, waarna hij werd uitgeleend aan de Franse club SM Caen, op het tweede niveau in Frankrijk. Wel spraken de Parijse club en Kebano voor de toekomst een wederzijds vertrouwen in elkaar uit en verlengden het contract tot de zomer van 2016.

### Charleroi
Op 3 september 2013 werd hij door het Belgische R. Sporting du Pays de Charleroi aangetrokken. In zijn eerste seizoen bij de club kwam hij aan 26 competitiewedstrijden waarin hij 5 doelpunten scoorde. In het seizoen 2014-2015 plaatste de club zich voor play-off 1 en behaalde het op het einde van het seizoen Europees voetbal. Kebano zelf werd beloond doordat hij dat jaar de Ebbenhouten Schoen won, de prijs voor de beste speler uit Afrika of van Afrikaanse afkomst in de Jupiler Pro League.

### KRC Genk
Op 27 augustus 2015 verhuisde Kebano van Charlerloi naar het Limburgse KRC Genk De middenvelder tekende er een contract voor vier seizoenen. Hij maakte zijn debuut in de competitiewedstrijd tegen RSC Anderlecht. Zijn eerste doelpunt maakte hij op 18 september 2015 in de wedstrijd tegen KV Mechelen, hij gaf in deze wedstrijd ook meteen een assist voor Igor de Camargo. In totaal zou Kebano 45 wedstrijden voor Genk spelen.

### Fulham FC
Op 23 augustus 2016 tekende Kebano een contract bij Fulham FC. Op 1 februari 2021 werd hij verhuurd aan Middlesbrough FC.

## Statistieken
| Seizoen         | Club                |                    | Competitie         | Competitie | Competitie | Beker | Beker | Internationaal | Internationaal | Totaal | Totaal |
| Seizoen         | Club                | Wed.               | Competitie         | Dlp.       | Wed.       | Dlp.  | Wed.  | Dlp.           | Wed.           | Dlp.   |        |
| --------------- | ------------------- | ------------------ | ------------------ | ---------- | ---------- | ----- | ----- | -------------- | -------------- | ------ | ------ |
| 2010/11         | Paris Saint-Germain | Vlag van Frankrijk | Ligue 1            | 3          | 0          | 2     | 1     | 1              | 0              | 6      | 1      |
| 2011/12         | Paris Saint-Germain | Vlag van Frankrijk | Ligue 1            | 0          | 0          | 0     | 0     | 2              | 0              | 2      | 0      |
| 2012/13         | → SM Caen           | Vlag van Frankrijk | Ligue 2            | 12         | 1          | 4     | 1     | —              | —              | 16     | 2      |
| 2013/14         | Sporting Charleroi  | Vlag van België    | Jupiler Pro League | 26         | 5          | 1     | 1     | —              | —              | 27     | 6      |
| 2014/15         | Sporting Charleroi  | Vlag van België    | Jupiler Pro League | 33         | 12         | 3     | 1     | —              | —              | 36     | 13     |
| 2015/16         | Sporting Charleroi  | Vlag van België    | Jupiler Pro League | 5          | 1          | 0     | 0     | 4              | 3              | 9      | 4      |
| 2015/16         | KRC Genk            | Vlag van België    | Jupiler Pro League | 39         | 8          | 0     | 0     | —              | —              | 39     | 8      |
| 2016/17         | KRC Genk            | Vlag van België    | Jupiler Pro League | 3          | 0          | 0     | 0     | 3              | 1              | 6      | 1      |
| 2016/17         | Fulham FC           | Vlag van Engeland  | Championship       | 30         | 6          | 1     | 0     | —              | —              | 31     | 6      |
| 2017/18         | Fulham FC           | Vlag van Engeland  | Championship       | 27         | 3          | 2     | 0     | —              | —              | 29     | 3      |
| 2018/19         | Fulham FC           | Vlag van Engeland  | Premier League     | 7          | 0          | 2     | 0     | —              | —              | 9      | 0      |
| 2019/20         | Fulham FC           | Vlag van Engeland  | Championship       | 19         | 5          | 0     | 0     | —              | —              | 19     | 5      |
| 2020/21         | Fulham FC           | Vlag van Engeland  | Premier League     | 5          | 0          | 4     | 1     | —              | —              | 9      | 1      |
| Carrière totaal | Carrière totaal     | Carrière totaal    | Carrière totaal    | 209        | 41         | 19    | 5     | 10             | 4              | 240    | 50     |

## Erelijst
| Individueel        |    |      |
| Ebbenhouten schoen | 1x | 2015 |